# Nous, de l'Oural
Pour plus de détails, voir Fiche technique et Distribution.
Nous, de l'Oural ou Nous venons de l'Oural (en russe : Мы с Урала, My s Ourala) est un film soviétique réalisé par Lev Koulechov et Alexandra Khokhlova, sorti en 1944.

## Synopsis
Au milieu d'intrigues amoureuses, deux adolescents récemment diplômés, travaillent dans une grande usine militaire de l'Oural mais sont impatients de partir combattre sur le Front de l'Est.

## Fiche technique
- Titre : Nous, de l'Oural
- Titre original : Мы с Урала (My s Ourala)
- Réalisation : Lev Koulechov et Alexandra Khokhlova
- Scénario : Nikolaï Rojkov et Evgueni Pomechtchikov
- Photographie : Ivan Gortchiline (ru)
- Direction artistique : Lioudmila Blatova
- Compositeur : Sergueï Pototski
- Paroles des chansons : Iouri Guerman
- Son : Nikolaï Ozornov
- Production : Soyuzdetfilm
- Pays d'origine : URSS
- Langue : russe
- Genre : mélodrame
- Durée : 76 minutes
- Sortie : 1944

## Distribution
- Aleksei Konsovski : Kouzma Zavarine
- Ianina Jeïmo : Vera Zavarina
- Sergueï Filippov : le travailleur spécialisé
- Aleksandr Mikhaïlov : Vania Tomakourov
- Gueorgui Milliar : vieux Tomakourov
- Maria Vinogradova : Sonia
- Piotr Galadzhev (ru) : directeur artistique à l'usine
- Sergueï Komarov : Iouri Pavlovitch
- Nikolay Grabbe: Pavka Drozdov
- Sergueï Martinson : maître de danse
- Maria Barabanova : Kapa Khorkova
- Lydia Soukharevskaïa (ru) : secrétaire du directeur
- Evguenia Melnikova (ru) : secrétaire du comité du Komsomol
- Gleb Florinski : major Ignatiev
- Leonid Krovitski : Babkine